# Krauses Kur
Krauses Kur ist ein deutscher Fernsehfilm von Bernd Böhlich aus dem Jahr 2009. Es ist zweite Folge aus der Filmreihe um Polizeihauptmeister Krause mit dem gleichnamigen Schauspieler als Hauptdarsteller.

## Handlung
Der Dorfpolizist Horst Krause erleidet einen leichten Herzinfarkt und bekommt von seiner Ärztin dringend angeraten, zur Kur zu fahren. Da der Kurort derselbe ist, in dem er schon als Kind mit seinen Schwestern war, lässt sich der leicht sture Horst von seinen Schwestern Meta und Elsa überreden, dass alle drei gemeinsam an die Ostsee fahren.
Während seine Schwestern Urlaub auf dem Campingplatz machen, kommt Horst in der Kurklinik nicht zur Ruhe. Nervige Kurgenossen, strenge Diät und sportliche Aktivitäten bringen ihn fast dazu, die Kur abzubrechen und zurück nach Hause zu fahren. Als er sich gerade auf den Weg machen will, trifft er auf Immobilienmakler Schimmelpfennig, dessen Sohn Jonas ebenfalls in der Kurklinik behandelt wird. Als Krause Schimmelpfennigs Telefonat belauscht, in dem es um den Abriss des Campingplatzes geht, redet er Schimmelpfennig ins Gewissen.
Von nun an beginnt Krause langsam die Kur zu genießen, er freundet sich mit Kurgenosse Rudi Weisglut an, der sich später noch in Meta verliebt, und baut den kleinen Jonas wieder auf, der total enttäuscht von der Pleite seines Vaters war.
Schließlich treffen sich alle gemeinsam zum letzten Frühstück und geben sich das Versprechen, sich nächstes Jahr auf dem Campingplatz wiederzutreffen.

## Drehorte
Der Film wurde u. a. auf der Insel Usedom, in Bansin, Ückeritz und Ahlbeck, gedreht.

## Kritik
Tilmann P. Gangloff lobt den Film bei Kino.de und schreibt: Krauses Kur „klingt […] nicht sonderlich aufregend, und das ist es auch nicht; aber schön erzählt und wunderbar gespielt; von Thomas Plenerts herrlichen Ostseebildern und der kongenialen Musik von Tamás Kahane ganz zu schweigen.“ Dieser „Film [habe] einen enormen Unterhaltungswert, weil Böhlich seine Figuren mit so viel Zuneigung schildert. Die Erlebnisse des Trios sind von berückender Harmlosigkeit, aber liebevoll inszeniert. Schon allein die Bilder der Fahrt sind herrlich.“
Die Kritiker der Fernsehzeitschrift TV Spielfilm geben den Daumen nach oben und meinen: „Nach ‚Krauses Fest‘ ist dies der zweite TV-Film um den Dorfpolizisten aus dem ‚Polizeiruf 110‘. Die Komödie […] punktet mit erfrischend lebensnahen Figuren und trockenem Humor.“ Fazit: „Authentisch-amüsante Auszeit.“